# Zhang Yimou

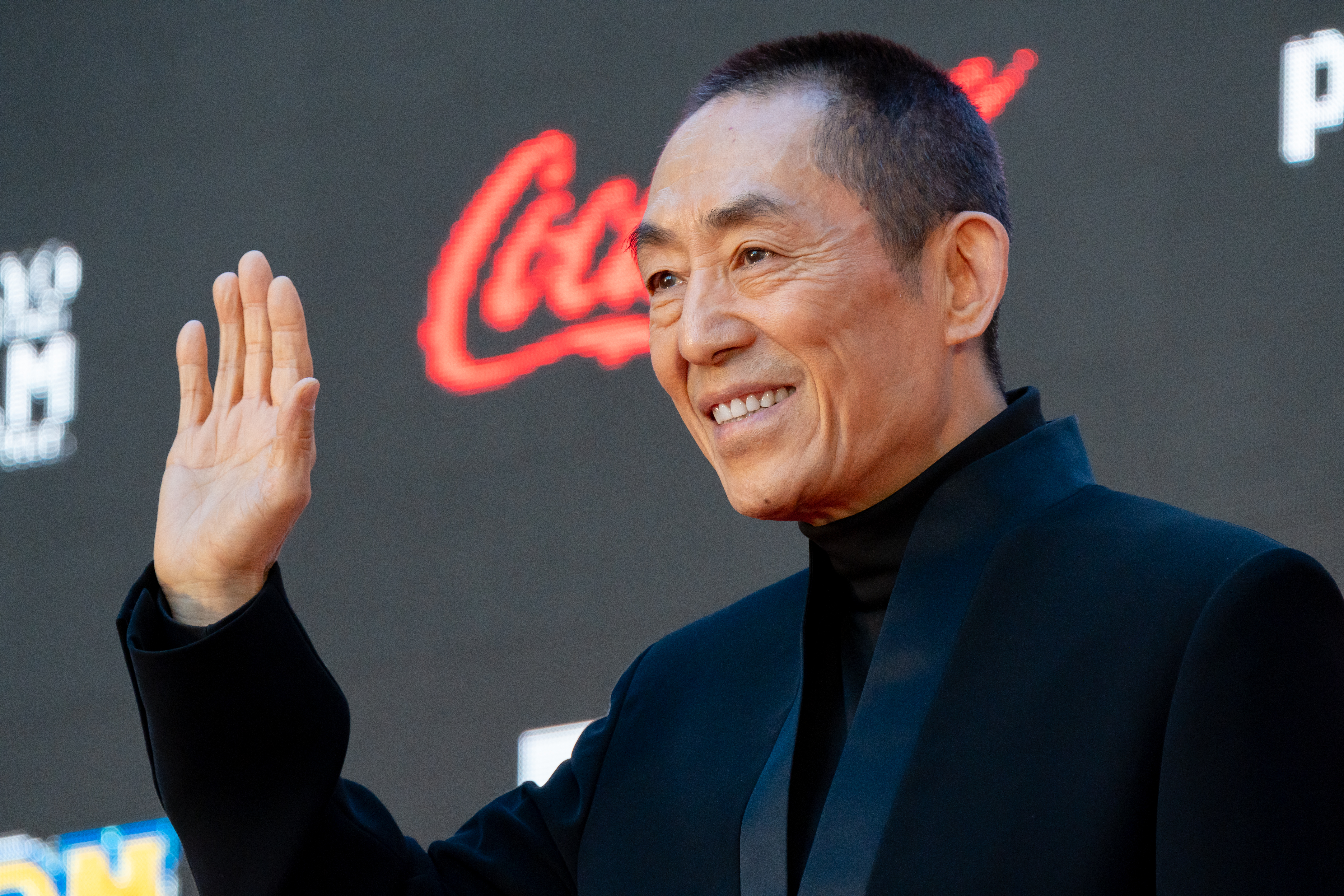
Zhang Yimou (2023)

Zhang Yimou (chinesisch 張藝謀 / 张艺谋, Pinyin Zhāng Yìmóu; * 14. November 1950 in Xi’an, China) ist ein chinesischer Regisseur. Zhang ist der erfolgreichste Vertreter der „Fünften Generation“ des chinesischen Kinos. Seine Filme unterlagen lange Zeit den Aufführverboten der chinesischen Behörden. Gleichwohl liefen sie unter anderem auf internationalen Filmfestivals und trugen stark zum Ansehen des modernen chinesischen Kinos bei. Bei den Olympischen Spielen 2008 in Peking führte er die Regie bei der Eröffnungs- und der Schlussfeier.

## Biografie
Zhang Yimou wurde in Xi’an geboren. Seine Familie wurde zur Zeit der Kulturrevolution wegen ihres Kuomintang-Hintergrunds verfolgt, er selbst zur Landarbeit verschickt. Danach arbeitete er in einer Textilfabrik in Xianyang.
1978 wurde er aufgrund seiner Leistungen als Hobbyfotograf für das Fach Kamera an der Pekinger Filmakademie zugelassen. Nach seinem Abschluss 1982 wurde er als Kameramann an das Filmstudio des Autonomen Gebiets Guangxi der Zhuang in Nanning berufen. Dort arbeitete er als Kameramann eng mit Chen Kaige zusammen, dessen Film «Gelbe Erde» den Beginn der „Fünften Generation“ des chinesischen Kinos markiert.
1987 erfolgt sein Wechsel nach Xi’an, wo seine Regiekarriere mit dem internationalen Erfolg «Rotes Kornfeld» beginnt. Schon in seinen ersten Filmen demonstriert Zhang Yimou eine meisterliche Handhabung von Farbdramaturgie, die auch weiterhin sein Markenzeichen sein wird. Seine Filme haben insbesondere in der Anfangszeit das ländliche China als Schauplatz und thematisieren gesellschaftliche Veränderungen anhand von starken Frauengestalten, mit deren Darstellung Gong Li berühmt wurde. Bis zur Produktion von «Shanghai Serenade» waren Zhang Yimou und Gong Li auch privat ein Paar.
Ab Mitte der 1990er-Jahre verändern sich die Inhalte von Zhang Yimous Filmen. Er widmet sich verstärkt der Gegenwart und dreht mit «Keep Cool» und «Happy Times» Filme mit einem urbanen Hintergrund. Mit dem aufwendigen Wuxia-Drama Hero war er im Gefolge von Ang Lees «Tiger and Dragon» auch im Genre der Martial Arts höchst erfolgreich.
Er inszenierte auch die Oper Turandot 1998 in der Verbotenen Stadt in Peking und 2005 erneut in mehreren europäischen Städten. Die Inszenierung ist mit über 500 Mitwirkenden sehr monumental geraten und kommt vor allem in Fußballstadien zur Aufführung.
Mit seiner Firma Impression Show produziert und inszeniert er große Live-Spektakel in China. Im Oktober 2003 brachte er das Open Air Musical „Impression Sanjie Liu“ zur Uraufführung. Es spielt in der wunderschönen Fluss- und Berglandschaft am Li-Fluss bei Yangshuo. In diesem Naturtheater finden 2000 Besucher Platz, seit der Uraufführung kommt es täglich zur Aufführung mit etwa 600 Akteuren, die zum großen Teil Flößer aus der näheren Umgebung sind. Eine ähnlich monumentale Schau wurde auf dem Westsee in Hangzhou aufgeführt. Dazu ließ Zhang Yimou eine große Bühne im Wasser errichten, die versenkt werden kann und zu den abendlichen Aufführungen nach oben fuhr.

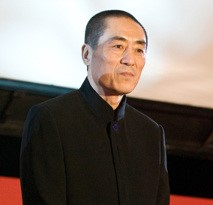
Zhang Yimou beim Busan International Film Festival (2010)

Bei den Olympischen Spielen in Peking führte er am 8. August 2008 die Regie bei der spektakulären Eröffnungsfeier sowie bei der Schlussfeier am 24. August.
Nach 1988, 2000 und 2003 erhielt Zhang Yimou 2010 für San qiang pai an jing qi seine vierte Einladung in den Wettbewerb der 60. Filmfestspiele von Berlin.
Zhang hat zwei Söhne und eine Tochter: Wegen des Verstoßes gegen Chinas Ein-Kind-Politik wurde er im Januar 2014 zu einer Strafe von umgerechnet 1,24 Millionen US$ verurteilt.
Im Juli 2013 wurde bekannt, dass das Drehbuch zu Zhang Yimous neuem Film nach einer Überarbeitung von der chinesischen Zensurbehörde genehmigt wurde. Der Titel ist Guilai (归来，Rückkehr). Im September 2013 wurde mit den Dreharbeiten für den Film begonnen.
Das Drehbuch beruht auf dem Roman Lufan yanshi (Der Verbrecher Lu Yanshi) von Yan Geling. Darin wird die Geschichte von Lu Yanshi und seiner Frau Feng Wanyu von den 1930er Jahren bis zu den 1990er Jahren erzählt. Lu Yanshi, gespielt von Chen Daoming, wird von seiner Familie zu einer Heirat mit Feng Wanyu, gespielt von Gong Li gezwungen. Lu Yanshi geht in die USA zum Studium und wird nach seiner Rückkehr nach China Professor. Bald wird er allerdings von der neuen kommunistischen Regierung zum Rechtsabweichler erklärt und verbringt lange Zeit in einem Arbeitslager.
Anfang März 2014 wurde bekannt, dass die Zensurbehörde eine erste Fassung des Filmes gesichtet hat. Der Film wurde nicht nur genehmigt, sondern erhielt sogar eine besondere Belobigung. Der Film wurde für die Internationalen Filmfestspiele in Cannes vom 14. bis 25. Mai 2014 eingereicht. Mitte Mai 2014 sollte der Film auch in die chinesischen Kinos kommen.
2019 wurde sein Spielfilm Eine Sekunde vier Tage vor der Premiere der 69. Internationalen Filmfestspielen Berlin wegen angeblicher Probleme in der Postproduktion wieder abgesagt. Eine solche Absage war bis dahin bei diesen Filmfestspielen noch nie vorgekommen. Der Film wurde schließlich Ende Oktober 2020 in den chinesischen Kinos veröffentlicht.

## Filmografie (Auswahl)

### Regie
- 1987: Rotes Kornfeld (红高粱,  Hóng Gāoliang)
- 1989: Deckname Puma (代号美洲豹,  Dàihào Měizhōubào)
- 1990: Judou (菊豆,  Jú Dòu)
- 1991: Rote Laterne (大红灯笼高高挂,  Dà Hóngdēnglóng Gāogāo Guà)
- 1992: Die Geschichte der Qiu Ju (秋菊打官司,  Qiū Jú Dá Guānsi)
- 1994: Leben! (活着,  Huózhe)
- 1995: Lumière et Compagnie
- 1995: Shanghai Serenade (摇啊摇, 摇到外婆桥,  Yáo ā Yáo, Yáo Dào Wàipóqiáo)
- 1997: Keep Cool (有话好好说,  Yǒu Huà Hǎohao Shuō)
- 1999: Keiner weniger (一个都不能少,  Yígè Dōu Bùnéng Shǎo)
- 1999: Heimweg – The Road Home (我的父亲母亲,  Wǒde Fùqīn Mǔqīn)
- 2000: Happy Times (幸福时光,  Xìngfú Shíguāng)
- 2002: Hero (英雄,  Yīngxióng)
- 2004: House of Flying Daggers (十面埋伏,  Shímiàn Máifú)
- 2005: Riding Alone for Thousands of Miles (千里走単骑,  Qiānlǐ Zǒu Dānqí)
- 2006: Der Fluch der goldenen Blume (满城尽带黄金甲,  Mǎnchéng Jìndài Huángjīn Jiǎ)
- 2009: A Woman, a Gun and a Noodle Shop (三枪拍案惊奇,  Sānqiāng Pāi'àn Jīngqí)
- 2010: Der Baum der Helden (山楂树之恋,  Shānzhāshù zhī Liàn)
- 2011: The Flowers of War (金陵十三钗,  Jīnlíng Shísān Chāi),
gezeigt außer Konkurrenz bei den 62. Berliner Filmfestspielen 2012
- 2014: Coming Home (归来,  Guīlái)
- 2016: The Great Wall (长城,  Chángchéng)
- 2018: Shadow (影,  Yǐng)
- 2020: Eine Sekunde (一秒钟,  Yī miǎo zhōng)
- 2021: Cliff Walkers (悬崖之上,  Xuányá zhī shàng)

### Kamera
- 1983: Morgen der Entscheidung (一个和八个,  Yígè hé Bāgè)
- 1984: Gelbe Erde (黄土地,  Huáng tǔdì)
- 1986: Die große Militärparade (大阅兵,  Dà Yuèbīng)
- 1986: Alter Brunnen (老井,  Lǎo Jǐng)

### Darsteller
- 1986: Alter Brunnen (老井,  Lǎo Jǐng)
- 1987: Rotes Kornfeld (红高粱,  Hóng Gāoliáng)
- 1989: Der Krieger des Kaisers (秦俑,  Qín Yǒng)
- 1997: Keep Cool (有话好好说,  Yǒu Hùa Hǎohao Shuō)

## Auszeichnungen (Auswahl)
- 2021 Asian Film Award für die beste Regie für Eine Sekunde
- 2003 Golden Globe für den besten fremdsprachigen Film für Hero
- 2003 Berlinale 2003 Alfred-Bauer-Preis für Hero
- 2002 Fukuoka Asian Culture Prize
- 1999 Venedig 1999 Goldener Löwe für Keiner Weniger
- 1995 Cannes 1995 Technik Grand Prix für Shanghai Serenade
- 1994 Cannes 1994 Spezialpreis der Jury (+ Bester Darsteller für Ge You) für Leben!
- 1992 Venedig 1992 Goldener Löwe für Die Geschichte der Qiuju
- 1991 Venedig 1991 Silberner Löwe für Rote Laterne
- 1990 Seminci Goldene Ähre für Judou
- 1988 Berlinale 1988 Goldener Bär für Rotes Kornfeld
- 1987 Tokyo International Film Festival – Bester Darsteller für Alter Brunnen